# لیندسی بری
لیندسی بری (به انگلیسی: Lindsay Bury) بازیکن فوتبال زادهٔ ۹ ژوئیه ۱۸۵۷ اهل کشور انگلستان که سابقهٔ بازی در تیم ملی فوتبال انگلستان را در کارنامهٔ خود دارد. وی در تاریخ ۳ مارس ۱۸۷۷ نخستین بازی ملی خود را در مقابل تیم ملی فوتبال اسکاتلند انجام داد و با حضور در ۲ بازی ملی، در تاریخ ۱۸ ژانویه ۱۸۷۹ واپسین بازی ملی‌اش را در برابر تیم ملی فوتبال ولز برگزار کرد.